# Eugenia gramae-andersonii
Syzygium graeme-andersoniae là một loài thực vật thuộc họ Myrtaceae. Đây là loài đặc hữu của Malaysia.